# NGC 7797
NGC 7797 is een spiraalvormig sterrenstelsel in het sterrenbeeld Vissen. Het hemelobject werd op 6 december 1790 ontdekt door de Duits-Britse astronoom William Herschel.

## Synoniemen
- UGC 12877
- MCG 0-1-11
- ZWG 382.10
- IRAS 23563+0321
- PGC 73125